# Rudolf Willem Jacob van Pabst (1775-1841)

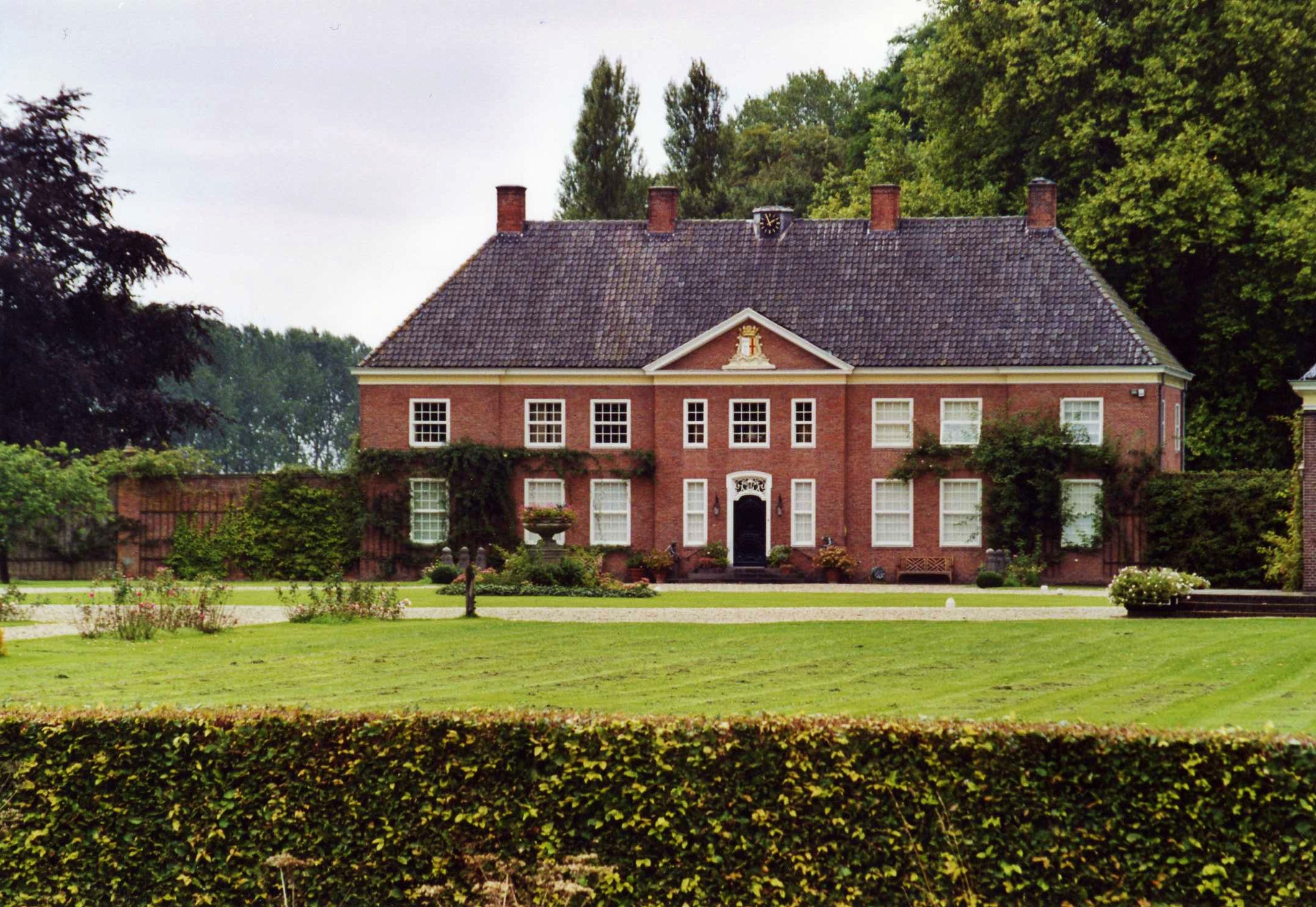
Huis Bingerden, nieuwbouw van 1958.

Jhr. Rudolf Willem Jacob van Pabst, vrijheer van Wolfswaard, De Lek, Lekkerkerk en Zuidbroek, heer van Bingerden en Hoencoop (Amsterdam, 20 maart 1775 – 's-Gravenhage, 1 april 1841) was een Nederlands ambtenaar en staatsraad. Hij was de eerste griffier van de Staten-Generaal der Verenigde Nederlanden na de totstandkoming van de grondwet van 1814 en de eerste griffier van de Staten-Generaal na de invoering van de grondwet van het Koninkrijk in 1815.

## Biografie
Van Pabst was een lid van de familie Van Pabst en de enige zoon van jhr. mr. Johan Maurits van Pabst, vrijheer van Wolfswaard, heer van Bingerden (1776-) en Hoencoop (1789-) (1740-1824), secretaris van Utrecht, en van Sara Agatha des H.R. Rijksbarones Hop (1753-1776), dochter van Jacob Hop, heer van de Lek, Lekkerkerk en Zuidbroek. Hij trouwde in 1809 met Jeannette Antoinette Henriette van Diest (1784-1876); uit dit huwelijk werden zeven kinderen geboren.
In 1795 studeerde hij cum laude af in Romeins en hedendaags recht aan de Hogeschool Utrecht, na eerst gestudeerd te hebben aan het Atheneum Illustre van Amsterdam; op die laatste instelling raakte hij bevriend met David Jacob van Lennep (1774-1853), Joan Melchior Kemper en Anton Reinhard Falck. Tijdens de Bataafse Republiek wijdde hij zich aan de letteren. Die arbeid resulteerde in de bekroonde Lofrede op Erasmus uit 1812 en het in 1814 eveneens bekroonde Over den staatkundigen invloed der kruistochten. Vanaf 1814 was hij griffier van de Staten-Generaal der Verenigde Nederlanden, vanaf 1815 griffier van de Eerste Kamer der Staten-Generaal. Van 1817 tot 1831 was hij lid van de Raad van State. Na 1831 was hij lid van verschillende commissies die zich bezighielden met de financiële afwikkeling en de wetgevingsgevolgen van de afscheiding van België van de Verenigde Nederlanden.
Van Pabst was lid van de Hollandsche Maatschappij voor fraaije kunsten (die zijn verhandeling in 1812 bekroonde), van het Utrechtsch Genootschap voor Kunsten en Wetenschappen (die hem in 1814 bekroonde) en van de Maatschappij van Nederlandse Letterkunde te Leiden.